# Comostola chlorargyra
Comostola chlorargyra là một loài bướm đêm trong họ Geometridae.